# Mops bakarii
Mops bakarii é uma espécie de morcego da família Molossidae. É endêmica da Tanzânia, onde pode ser encontrada apenas na ilha de Pemba.